# Jestřábe, vypravuj…
Jestřábe, vypravuj… je sbírka povídek českého spisovatele Jaroslava Foglara z roku 1990. Obsahuje malá prozaická díla, která Foglar publikoval v různých časopisech mezi lety 1923 a 1988.

## Popis
Sbírka obsahuje většinu povídek, které Jaroslav Foglar napsal a které byly časopisecky publikovány mezi lety 1923 a 1988. První vydání bylo rozděleno do dvou svazků, v každém z nich se nachází 27 příběhů seřazených přibližně chronologicky dle data vydání. První kniha obsahuje povídky z let 1923–1939, druhá z let 1941–1988.
Druhé vydání sbírky bylo ve spolupráci s Foglarem zásadně přepracováno. Jediný svazek byl rozdělen do tří částí, z nichž první obsahuje 11 cizokrajných povídek z let 1943–1972. Druhou část tvoří Úžasný příběh plavčíka Jacka z roku 1965, který Foglar vytvořil pro rozhlasové čtení. V závěrečném oddílu knihy se nachází 28 povídek z let 1923–1987 inspirovaných Foglarovými zážitky a činností jeho oddílu.
Jestřábe, vypravuj…, tak mě žádali naši hoši v oddíle při nejrůznějších příležitostech, ať to bylo večer u táborového ohně, při černé hodince v klubovně nebo u dohasínajících, ale přesto ještě hřejících kamen večer na táboře. A vždy to vyprávění muselo být napínavé, pokud možno „strašidelné“, aby se hoši při mé vyprávěndě trochu příjemně báli.  
Jaroslav Foglar

## Vznik a vydávání
První povídkou Jaroslava Foglara (a vůbec jeho prvním publikovaným dílem, které mohla číst veřejnost) byl příběh s názvem „Vítězství“, zveřejněný poprvé v časopise Skaut-Junák dne 30. prosince 1923. Další povídky zveřejňoval rovněž ve Skautu-Junáku, během 30. let psal krátké příběhy i pro Slovíčko, dětskou nedělní přílohu deníku České slovo. Za druhé světové války se jeho povídky objevily především v časopisech Zteč a Správný kluk, po válce pak v Junáku a roku 1947 ve Vpředu. Po komunistickém převratu v roce 1948 Foglar nemohl publikovat, takže další jeho krátké prózy se objevily až po uvolnění poměrů v 60. letech, kdy mezi lety 1964 a 1972 vyšlo v různých časopisech a publikacích několik povídek. Po přestávce během normalizace byly poslední Foglarovy krátké prózy otištěny v různých časopisech mezi lety 1980 a 1988. Při časopiseckých vydávání jednotlivých povídek je Foglar podepisoval vlastním jménem, monogramem J.F., svým skautským jménem Jestřáb, i různými značkami a pseudonymy (-stř-, FGR, r, J. Dimmock, Dug Savigan a Ivan Alexandrovič).
Většinu povídek ze Skauta-Junáka z let 1927–1937 využil Foglar v roce 1938 jako kapitoly knihy Tábor smůly. Tyto příběhy již nebyly do pozdější sbírky Jestřábe, vypravuj… zahrnuty a bývají též vyňaty z autorovy povídkové bibliografie, neboť jsou myšleny jako integrální součást Tábora smůly. Nepočítaje tyto, celkový počet Foglarových povídek činí 58 příběhů, které vyšly mezi lety 1923 a 1988. Dlouhou dobu bylo uváděno, že Foglar vydal 54 povídek, ovšem v roce 2009 zveřejnili badatelé ve Sborníku nezávislých foglarovců své příspěvky o objevu dalších čtyř povídek, které do té doby nebyly v povědomí: jedné z vánoční brožurky nakladatele Jana Kobese z roku 1939 a tří z časopisu Zteč z roku 1942.
Již během komunistického režimu se mezi Foglarovými příznivci objevovala snaha o souborná samizdatová vydání jeho povídek. V roce 1977 to byla publikace Jestřábovy povídky vydaná ve třech kusech Zdeňkem Pírkem, v roce 1983 soubor Padesát povídek plus jedna aneb Jestřábe, to bude príma… vydaný ilegálním sdružením skautských historiků pod vedením Josefa Horského a rovněž sbírka Padesát povídek aneb Jestřábe, to bude príma! dívčího klubu Přátelé Země. V letech 1986–1988 připravil Josef Červinka pod hlavičkou karvinského a olomouckého turistického oddílu mládeže tři sešity Vteřiny hrůzy s patnácti povídkami a šest sešitů Jestřábe, bude to príma s 34 povídkami.
K prvnímu řádnému oficiálnímu vydání souboru Foglarových povídek došlo v září 1990, kdy vydavatelství Šebek & Pospíšil publikovalo sbírku Jestřábe, vypravuj… sestávající ze dvou svazků. Tento soubor neobsahuje 54 v té době známých povídek, nýbrž byly z publikace vyřazeny dvě povídky, a to „Zábavné počteníčko pro skauty a jejich ‚partafíry‘“ a „Mé trojí proslavení“, které byly nahrazeny reportáží „Jak se dělá papír“ a příběhem „Umíte pást krávy?“, jenž tvoří kapitolu Tábora smůly. V roce 1993 vydalo nakladatelství Atos publikaci Závod o modřínový srub, jež je výběrem 19 Foglarových povídek z let 1941–1987. Druhé vydání sbírky Jestřábe, vypravuj… z roku 1998 z nakladatelství Olympia bylo v součinnosti s Jaroslavem Foglarem značně přepracováno a oproti první edici obsahuje v jednom svazku pouze 39 povídek, které jsou doplněny Úžasným příběhem plavčíka Jacka, jenž původně vznikl v roce 1965 pro rozhlasovou četbu na pokračování s úkoly pro posluchače. Vynechány byly povídky, které Foglar začlenil do své autobiografie Život v poklusu (neboť vycházely z jeho reálného života) a některé další s odkazem na jejich zastaralost.

### Knižní česká vydání
Přehled knižních vydání v češtině:
- 1990 – 1. vydání, nakladatelství Šebek & Pospíšil, ilustrace Přemysl Kubela, 1. díl: ISBN 80-85210-05-3, 2. díl: ISBN 80-85210-06-1
- 1993 – výběr Závod o modřínový srub, nakladatelství Atos, ilustrace Michal Kocián, ISBN 80-85435-06-3
- 1998 – 2. vydání, nakladatelství Olympia, ilustrace Marko Čermák, ISBN 80-7033-503-3 (edice Sebrané spisy, sv. 20)
- 2001 – dotisk 2. vydání, nakladatelství Olympia, ilustrace Marko Čermák, ISBN 80-7033-503-3 (edice Sebrané spisy, sv. 20)

## Adaptace
Několik povídek bylo různými autory adaptováno do komiksové podoby. Jde o příběhy „Váhy života a smrti“ (10 dílů, 1968–1969, scénář a kresba Josef Bíbr), „Příběh ze tmy“ (7 dílů, 1990, scénář Slavomil Janov, kresba Martin Železný, barevnou verzi (1999) nakreslil Železný nově), „Lov na Netvora“ (5 dílů, 1990, scénář Slavomil Janov, kresba Martin Železný, barevnou verzi (1999) nakreslil Železný nově), „Boj na Čertovce“ (1. verze: 3 díly, 1990, scénář Ivan Vápenka, kresba Karel Zeman; 2. verze: 7 dílů, 1991, scénář Ivan Vápenka, kresba Víncenc), „Nyam, nejlepší z dobrých“ (1 díl, 1993, scénář Karel Judex, kresba Libor Balák) a „Nikdy se nevzdávej“ (2 díly, 1994, scénář  a kresba Jiří Grbavčic).
Dramatizaci povídek „Vánoce Gordona Badocka“ a „Boj na Čertovce“ natočil Český rozhlas.